# 땅콩
땅콩은 콩과의 일년초이다. 낙화생(落花生), 남경두(南京豆), 향우(香芋), 호콩이라고도 부르며, 학명은 Arachis hypogaea이다. 남미가 원산으로, 1780년(정조 4년)을 전후하여 도입된 것으로 추정되며, 개화기 이후 본격적인 재배가 이루어진 것으로 여겨진다. 알레르기를 일으키기 쉬운 음식중 하나이다.

## 생태
땅콩의 꽃은 노란색을 띠며 나비 모양을 하고 있고, 잎겨드랑이에 핀다. 꽃은 2-3개월에 걸쳐 피는데, 해 뜰 무렵에 꽃봉오리가 벌어지고 수정이 아침 나절에 이루어진다. 며칠이 지나면 자루처럼 생긴 씨방자루가 자란다. 씨방자루는 밑을 향해 자라 깊이가 약 3 cm~5 cm인 흙 속까지 밀고 들어간다. 다 자란 씨방자루는 길이가 18 cm 정도이고, 그 끝에는 발달 중인 열매가 들어 있다. 이 끝이 부풀어 올라 땅콩 꼬투리로 익는다. 꼬투리에는 보통 씨가 2개 들어 있다.

## 이용
땅콩은 100g 중 단백질 25g, 지질 47g, 탄수화물 16g이 함유되어 있고, 이밖에도 무기질(특히 칼륨), 비타민 B1·B2, 나아신 등이 풍부한 우량 영양식품이다.땅콩 칼로리는 100g당 569kcal이다.
껍질째 혹은 껍질을 벗겨 볶아 먹는다. 볶은 후 버터에 무치기도 하고, 껍질째 소금물에 삶아 먹기도 하며, 간장에 졸여 땅콩 조림(땅콩 자반)을 만들어 먹기도 한다. 중국에서는 팔각 등의 향신료를 넣고 데치거나 소금물에 삶기도 하고, 기름에 튀긴 후 소금을 뿌려 먹기도 한다. 땅콩을 갈아서 만드는 땅콩 버터 역시 널리 애용된다. 가열한 땅콩에 설탕이나 밀가루 옷을 입혀 만든 콩과자나 초콜릿 과자 등의 가공품도 쉽게 찾을 수 있다. 유지 함량이 높아(약 50%), 땅콩 기름도 제조된다. 땅콩 기름은 조리용으로 쓰이며, 식용유, 드레싱, 마가린의 재료가 된다.
등급이 낮은 땅콩 기름은 비누, 화장품, 면도 크림, 샴푸, 페인트, 폭약(니트로글리세린)의 원료가 되며, 껌자국을 제거하는 데에도 쓰인다. 땅콩 기름을 대체연료로 사용하는 방법도 시험 중에 있다. 기름을 뽑아내고 남은 찌꺼기는 고단백의 가축 사료가 되며, 잎과 줄기 또한 좋은 사료가 된다. 땅콩 단백질은 아딜이라고 하는 인조섬유를 만드는 데 쓰이기도 한다. 땅콩 껍질의 가루는 플라스틱, 코르크 대용품, 벽판, 연마제 따위를 제조하는 데 이용된다.

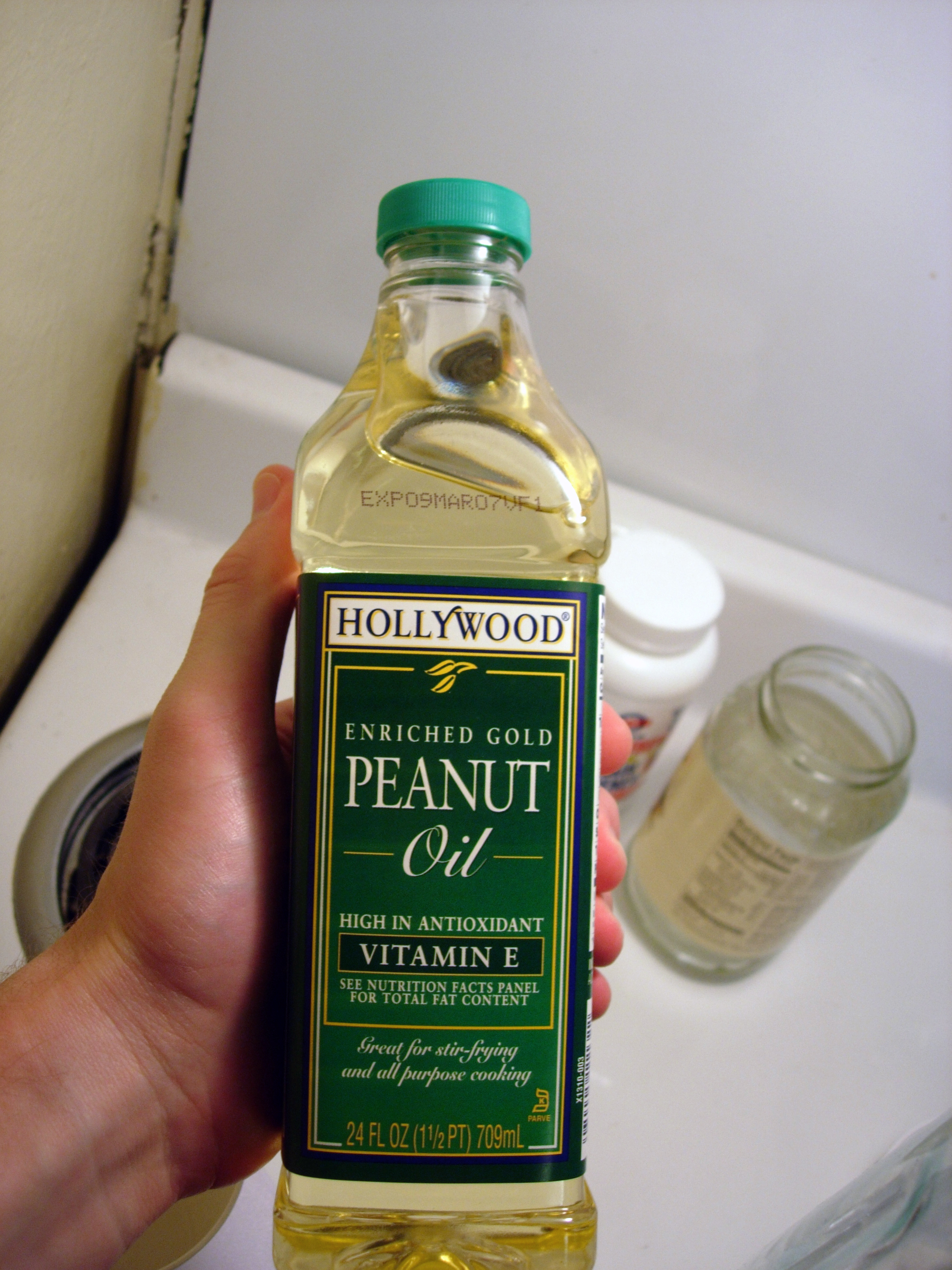
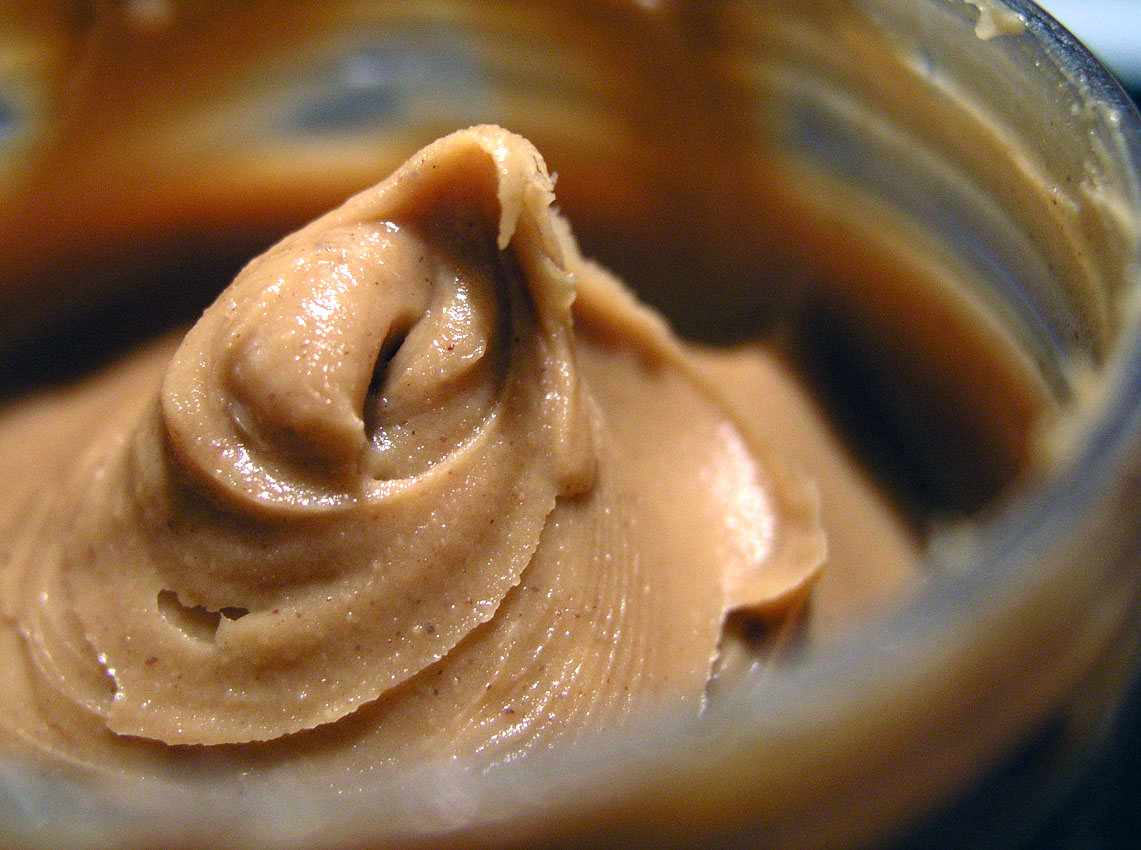
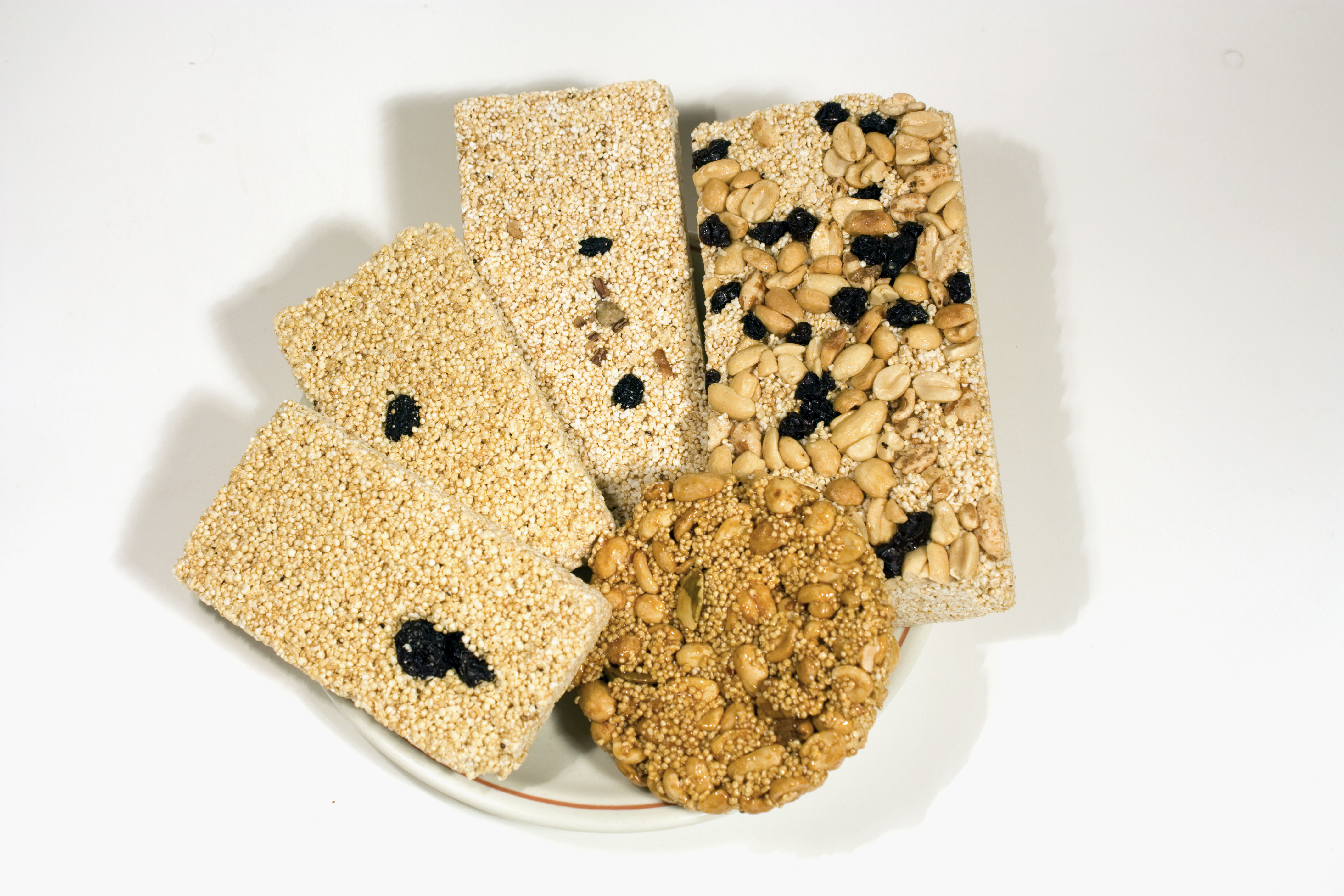
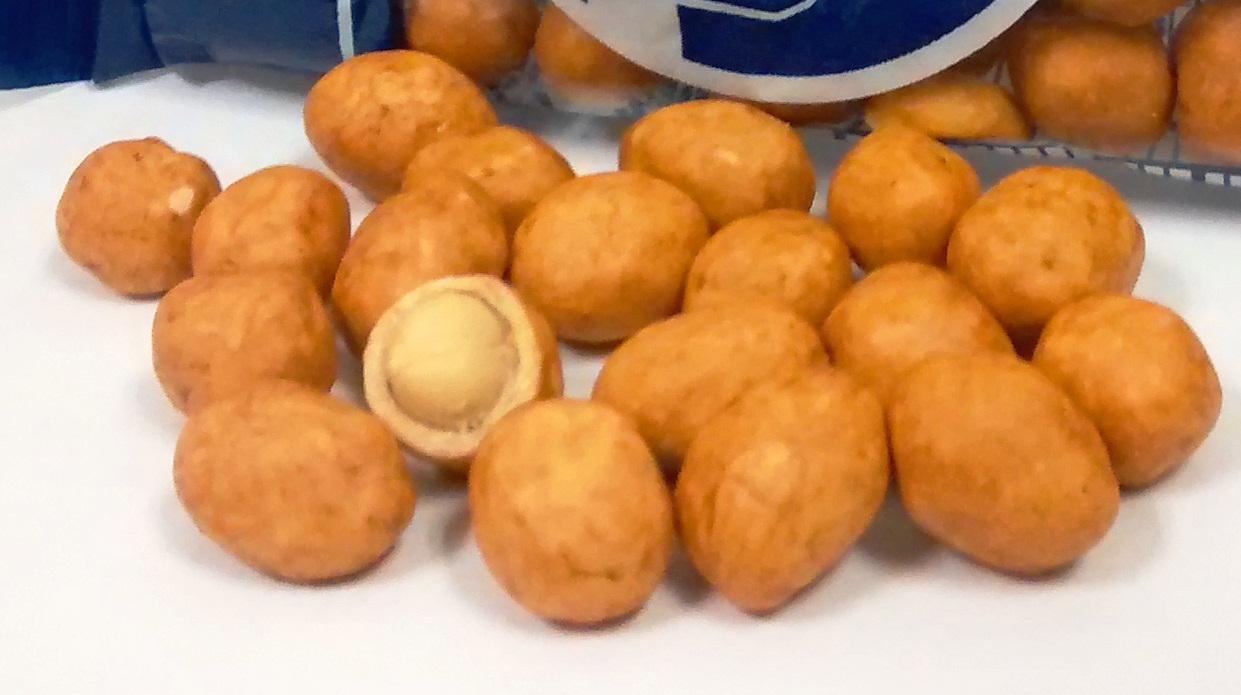
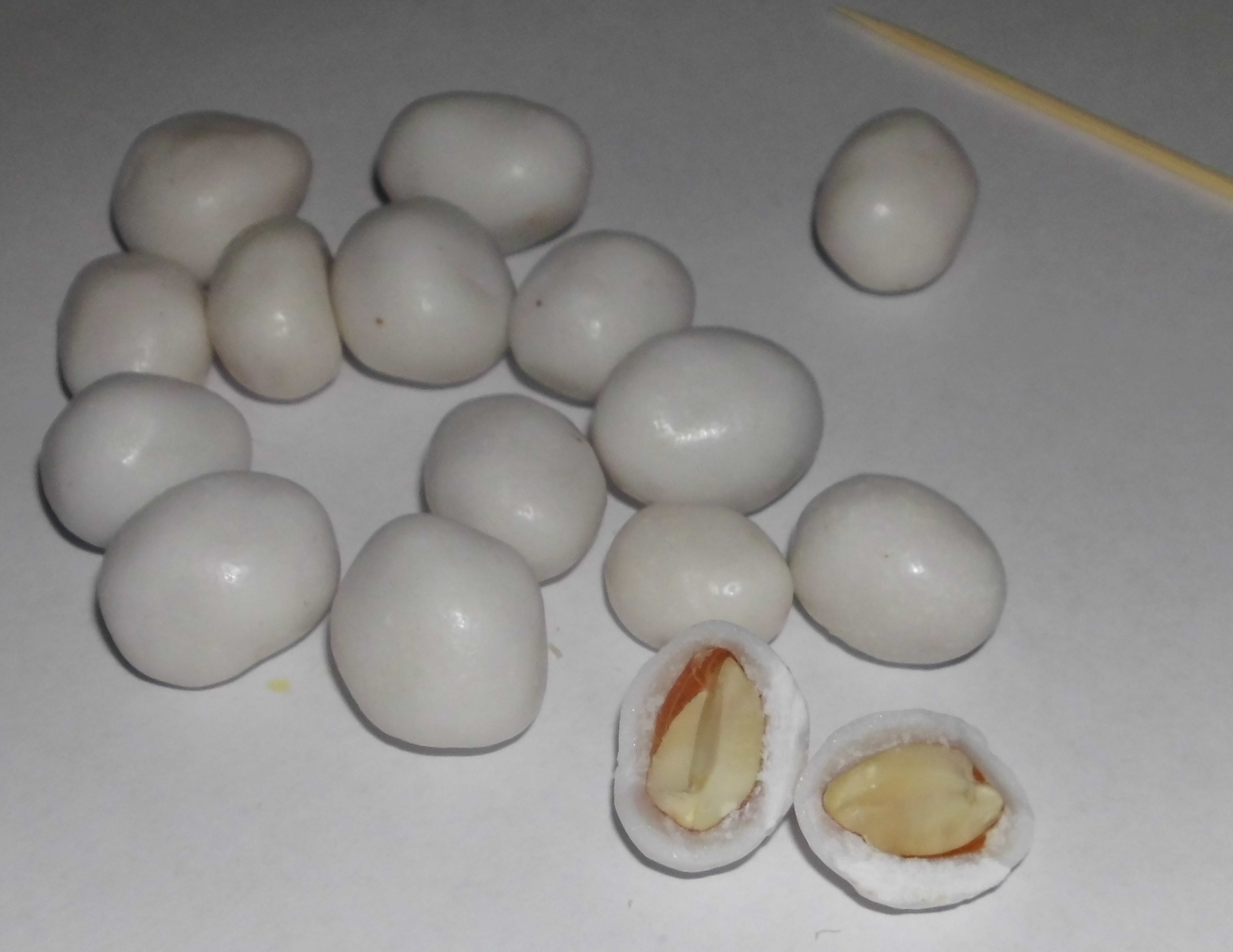
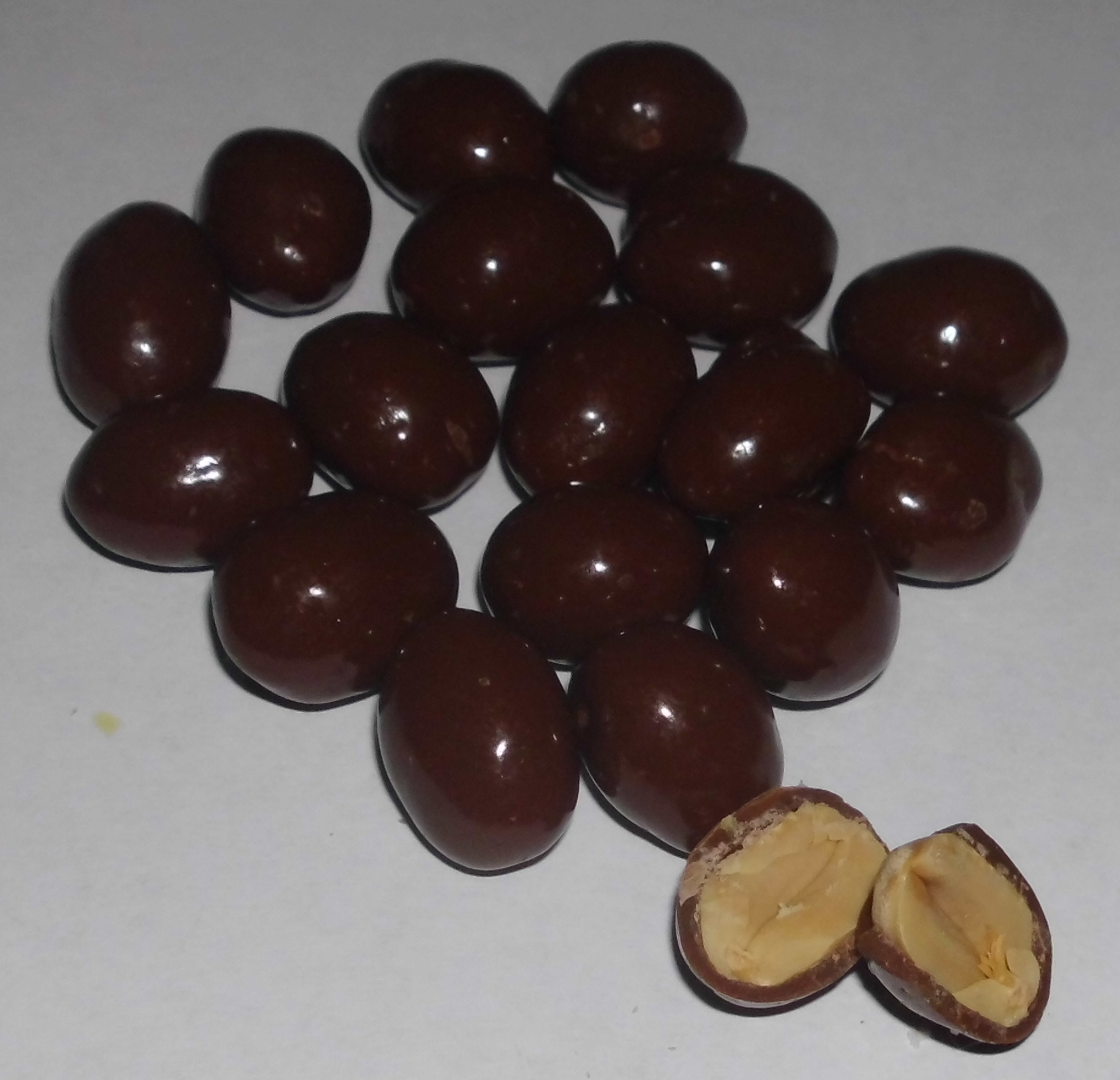

## 효능
- 땅콩은 대표적인 고지방, 고단백, 고칼로리 식품으로 건강식품이다.[6]
- 불포화지방산과 올레인산, 리놀산이 많아 콜레스테롤을 낮추고 동맥경화를 예방해준다.[6]
- 땅콩의 지방분은 변비예방에 좋다.[6]
- 땅콩은 비타민 B군이 많이 함유되어 있어 피로회복에 도움을 준다.[6]
- 땅콩의 지방은 콩의 3배, 비타민 B¹은 12.6배에 이르며, 리신, 레시틴, 비타민 B¹,B²,B³등도 많다. 땅콩은 적혈구를 증식시켜 철분의 흡수를 향상시키고, 기억력을 증신시키며, 호흡기 기능을 강화한다.[7]
- 땅콩의 붉은 껍질에는 조혈효능이 있다.

### (한의학적) 효능
- 땅콩은 비위(소화기)를 강화하고 기관지와 폐 계통을 튼튼히 해주며 가래를 삭히고 인후를 시원하게 도와주는 효능이 있으면서 자양 강장 작용이 있다.[8]

## 재배
땅콩은 높은 온도에서 잘 자라고 기름의 함량이 많아진다. 자라는 데 알맞은 온도는 25 °C~27 °C이다. 땅은 석회분이 많고 물이 잘 빠지는 모래참흙이 알맞으며, 산성 땅, 습한 땅, 몹시 마른 땅 등은 좋지 않다. 4월 하순-5월 중순쯤에 3cm 간격으로 한 군데에 2알씩 심고 3-5cm 깊이로 덮는다. 싹이 트면 솎아서 한 군데에 1대씩 남기고 김매기와 북주기를 해 주어야 하는데, 북주기를 하면 씨방이 잘 자란다. 10월 중·하순쯤, 대부분의 꼬투리가 충실해져서 그물무늬가 또렷해졌을 때 캔다. 줄기째 캐어 꼬투리만 따 말려서 저장한다.

## 생산
FAO에 따르면, 땅콩의 연간 생산량·수출량·수입량은 다음과 같다.
껍질이 붙은 땅콩 생산량은 다음과 같다.
1. 중국 (44만 톤)
2. 인도 (50만 톤)
3. 나이지리아 (294만 톤)
4. 미국 (11만 톤)
5. 인도네시아 (147만 톤)

날땅콩의 수출량은 다음과 같다.
1. 중국 (2.5만 톤)
2. 미국 (4.6만 톤)
3. 인도 (1.2만 톤)
4. 아르헨티나 (7.0만 톤)
5. 네덜란드 (6.3만 톤)

날땅콩의 수입량은 다음과 같다.
1. 네덜란드 (2.5만 톤)
2. 영국 (8.5만 톤)
3. 캐나다 (8.0만 톤)
4. 멕시코 (7.6만 톤)
5. 독일 (6.0만 톤)

## 땅콩 박사
미국의 저명한 흑인 농학자 조지 워싱턴 카버(1864년~1943년)박사는 아이오와 농과대학교 교수로 일하면서 어린이들의 간식거리로만 이용되던 땅콩을 연구하여 먹을거리 105 가지 및,구두약 등의 새로운 제품을 200 종류 넘게 만들어냈다. 그는 자신의 산 경험과 지식으로 토머스 에디슨처럼 부자가 될 수 있었지만, 기독교 신앙에 근거하여 자신보다 못한 사람들을 돕는 일에 사용한 참 지식인이었다. 그 실례로 1970년 대한기독교서회에서 출간한 《땅콩박사》에 의하면, 조지는 소아마비가 유행하여 많은 사람들이 장애인이 되자 자신이 발명한 땅콩 기름으로 마사지하여 그들을 치료했다. 그래서 많은 사람들이 인종과 계급에 관계없이 조지를 진심으로 존경하였다. 또한 그가 만든 인조 고기, 곧 콩으로 만든 고기는 육식을 하지 않는 채식주의자들에 도움이 되었다고 한다.

## 사진

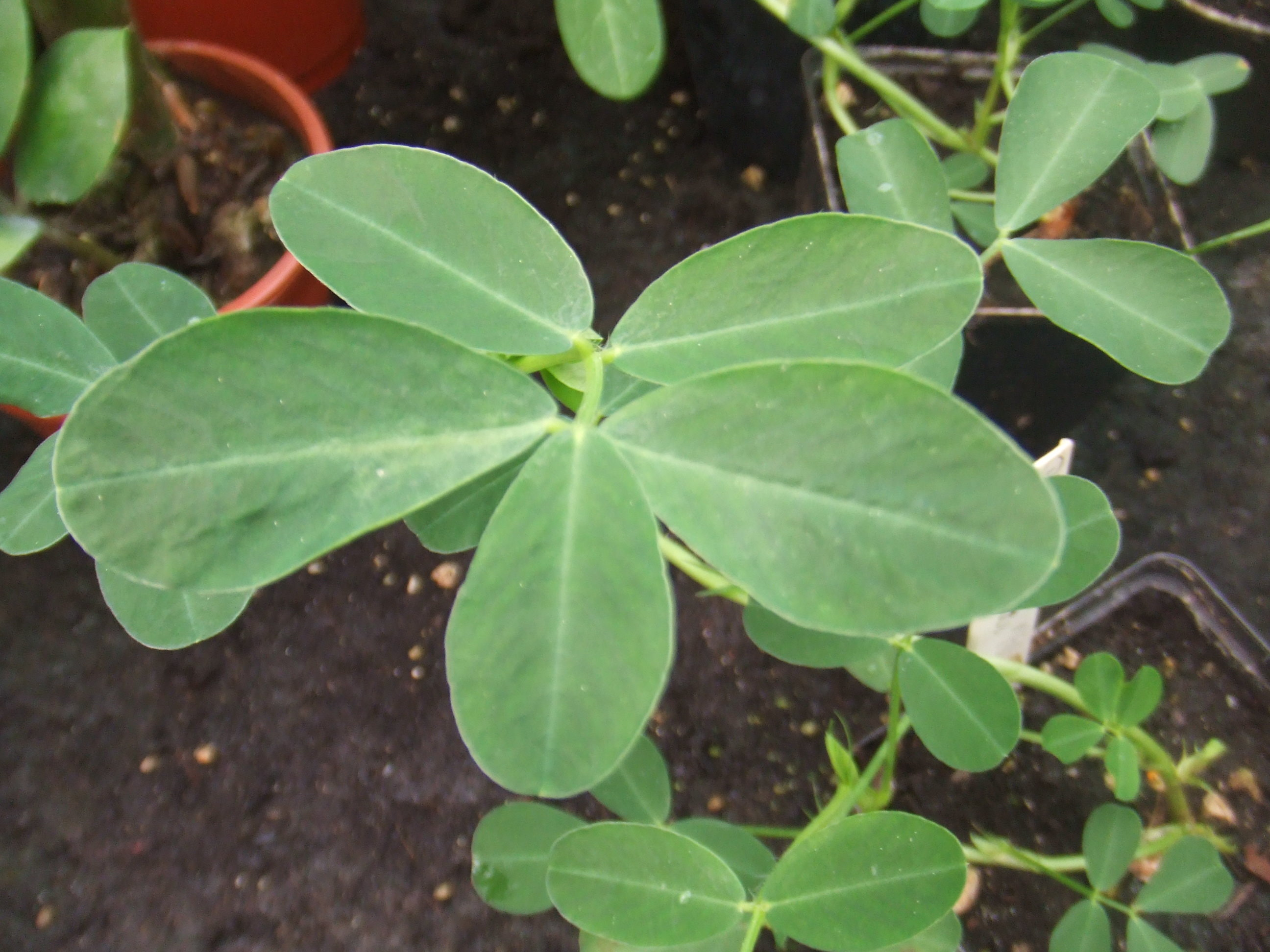
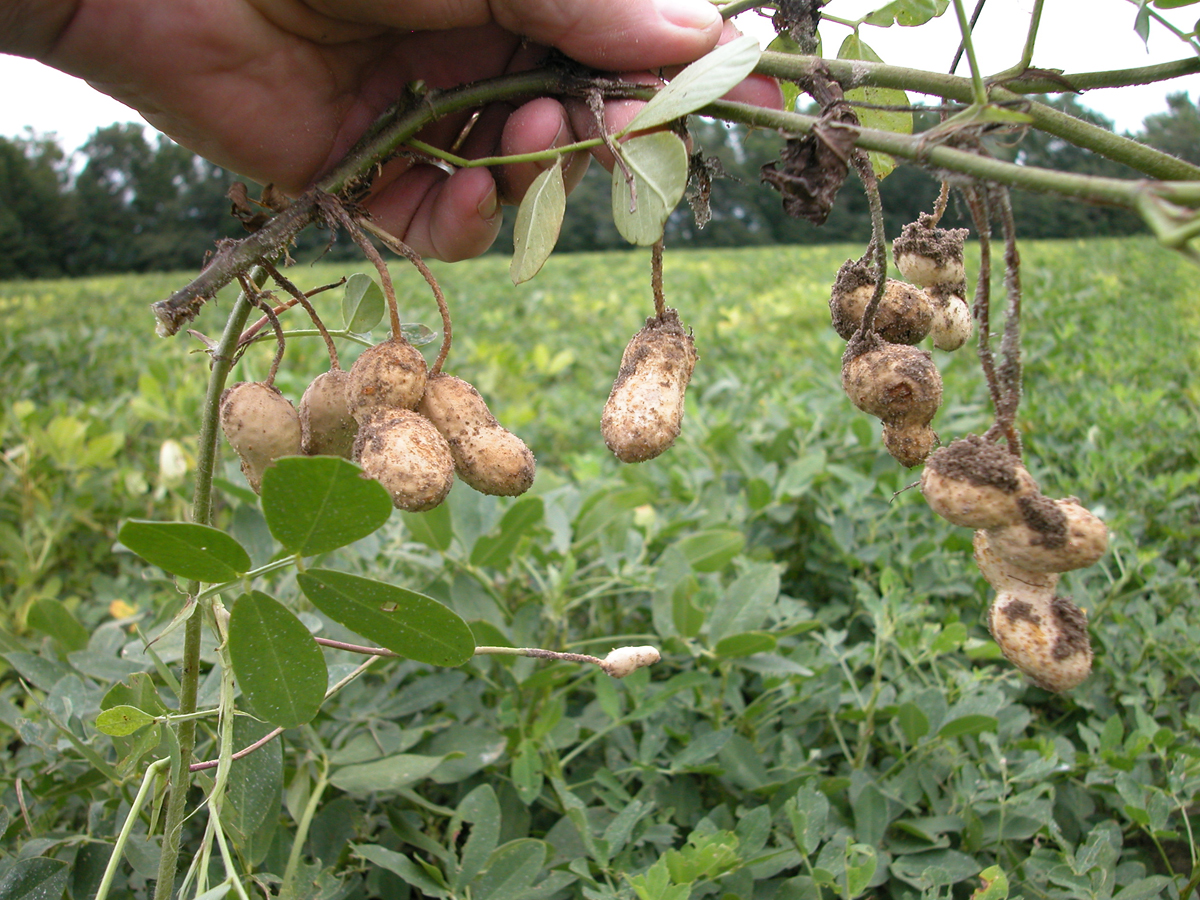
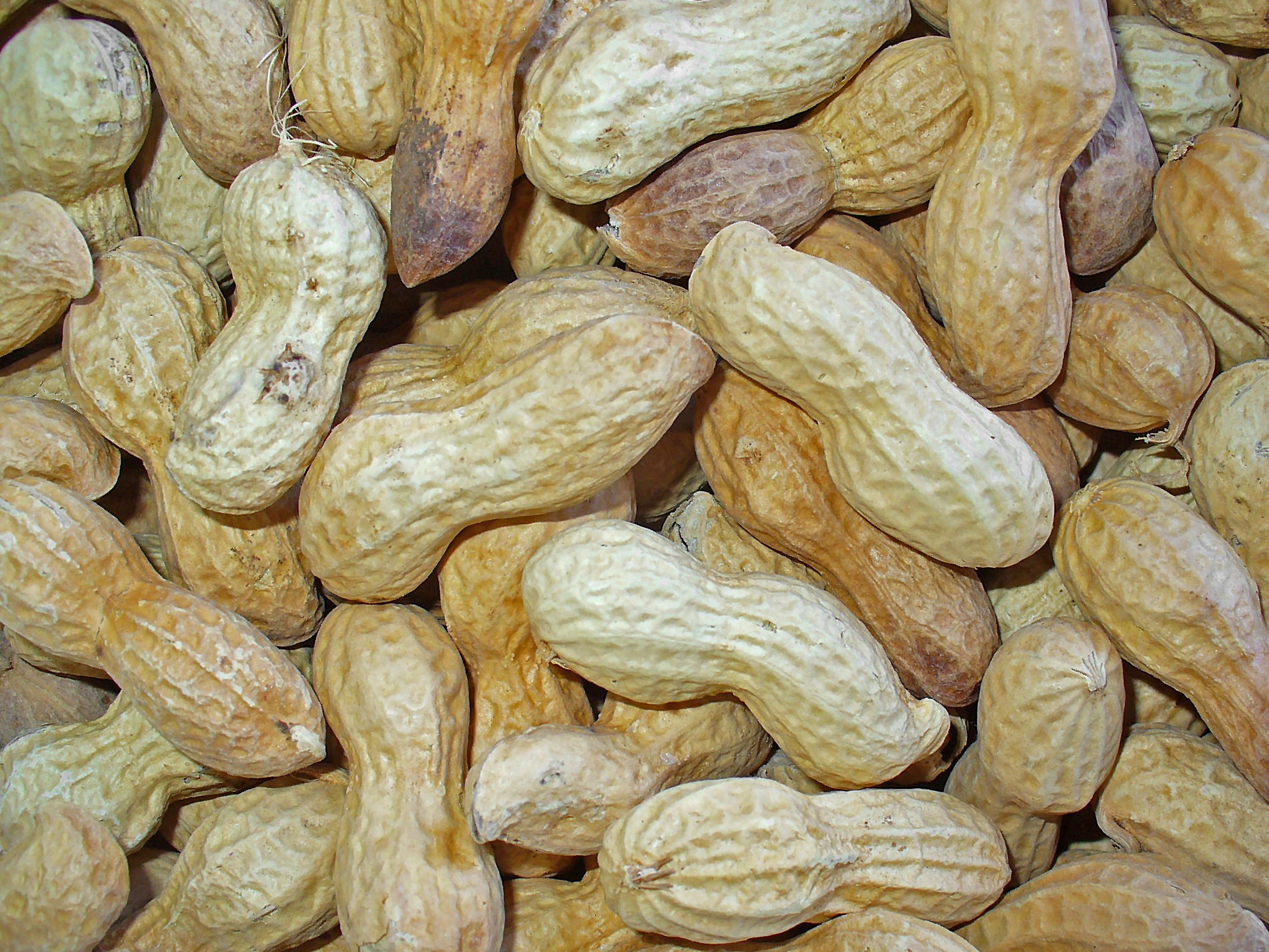
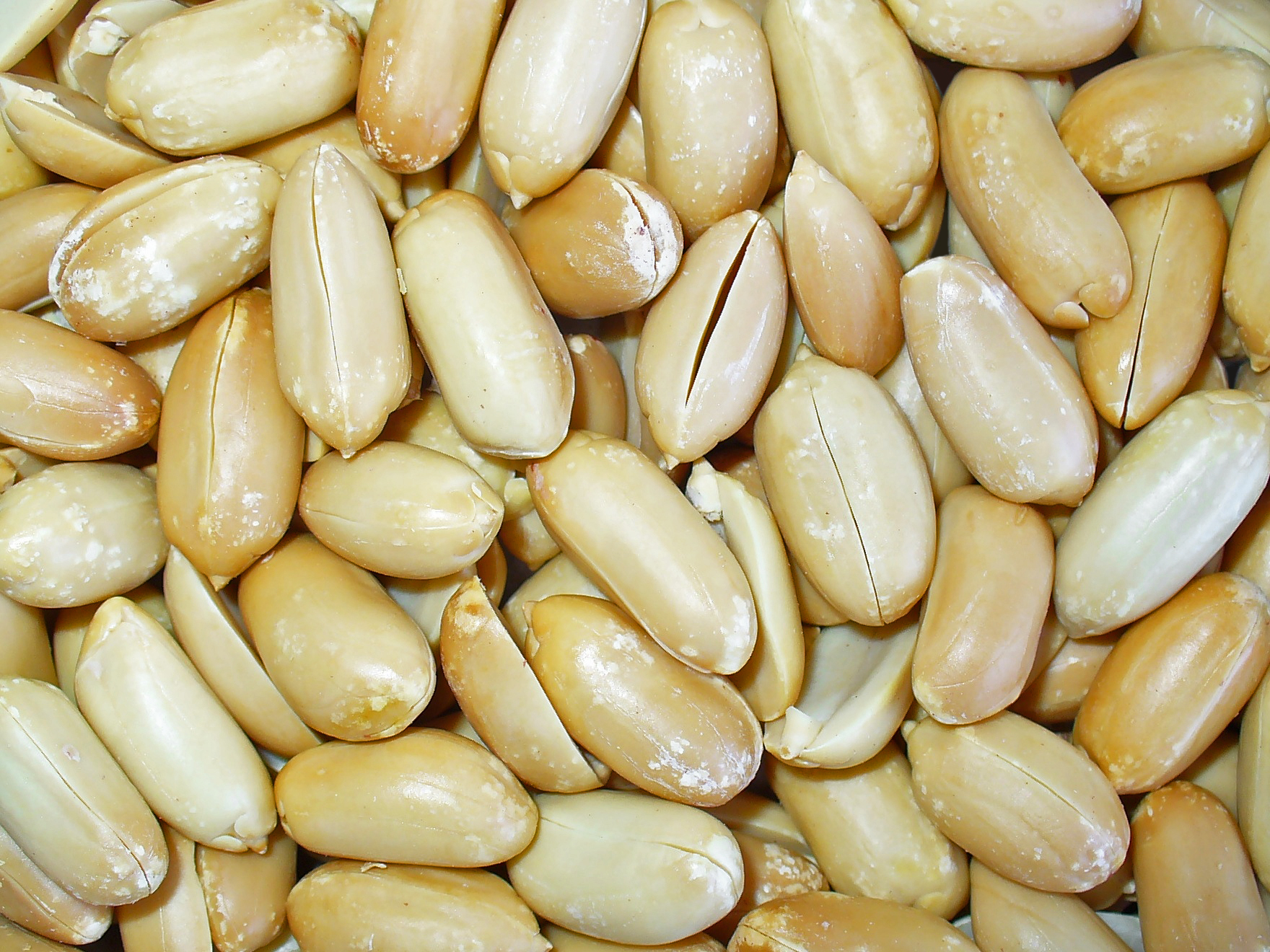
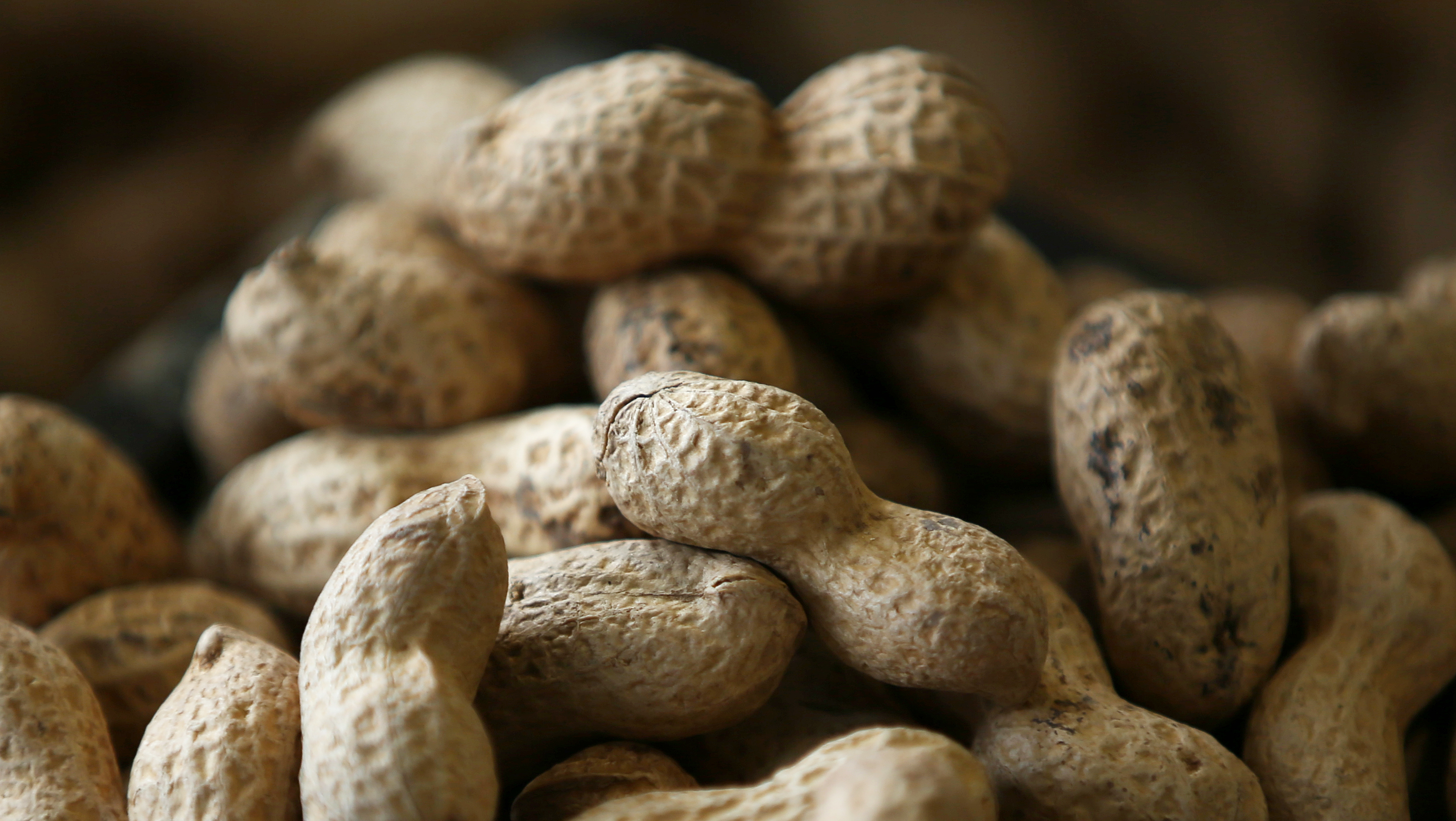
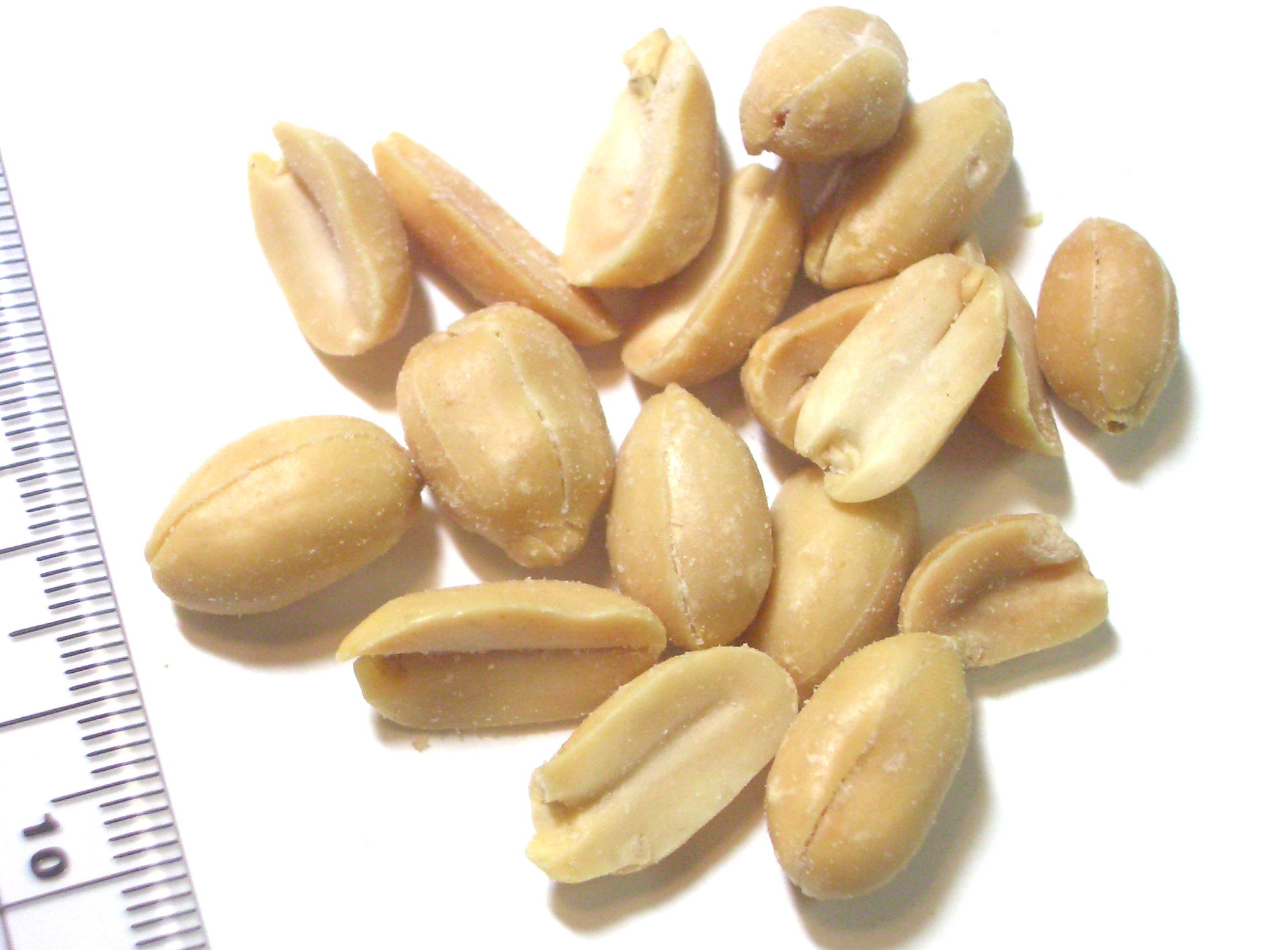

## 같이 보기
- 식품 알레르기
- 견과류
- 아몬드
- 호두

## 땅콩을 이용한 캐릭터
- BT21-슈키

## 참고 문헌
- 이 문서에는 다음커뮤니케이션(현 카카오)에서 GFDL 또는 CC-SA 라이선스로 배포한 글로벌 세계대백과사전의 내용을 기초로 작성된 글이 포함되어 있습니다.